# ANIMAL
ANIMAL — компьютерная игра, которая была написана Джоном Волкером (англ. John Walker) в апреле 1974 г. для компьютера UNIVAC 1100/42 под управлением ОС Exec-8. Суть игры заключалась в угадывании животных, причём в отличие от других подобных игр, эта версия не только вела базу данных ответов, но и проверяла накопленные данные, в случае, если ответы следующего игрока противоречили уже имеющимся ответам в базе данных. Игра стала весьма популярна и прочие пользователи UNIVAC стали просить автора прислать им копию игры, что было не таким уж простым делом — программу необходимо было записать на магнитную ленту и отослать по почте.
Когда в январе 1975 г. автору окончательно надоело это занятие, он решил дописать специальную подпрограмму, названную PERVADE, которая запускалась как отдельный процесс, искала каталоги, доступные на запись пользователю, и, если в каталоге отсутствовала копия игры, записывала её туда. Так как пользователи активно обменивались программами, игра распространилась весьма широко.
Часто встречающиеся в литературе упоминания о так называемом Охотнике (HUNTER), который якобы находил и уничтожал копии игры ANIMAL, являются мифом, возникшим под влиянием другой истории, связанной с программами  CREEPER и REAPER. Прекращение распространения ANIMAL связано с тем, что в 1976 г. UNIVAC выпустили новую версию операционной системы и PERVADE более не могла выполнять свои функции.
ANIMAL написан на языке ассемблера UNIVAC 1108. Пара ANIMAL/PERVADE является в современной терминологии не вирусом, а файловым червём.